# Dear Diary
『Dear Diary』（ディア・ダイアリー）は、BONNIE PINKの11枚目のオリジナルアルバム。2010年10月6日発売。発売元はワーナーミュージック・ジャパン。CDコードは初回限定盤がWPZL-30212/4、通常盤がWPCL-10847。

## 概要
前作のオリジナルアルバム『ONE』から1年5か月ぶりとなるオリジナルアルバム。デビュー15周年にちなんで15曲で構成されており、過去のアルバム製作に関ったプロデューサー、ミュージシャンに参加してもらい製作した。また自身初となるカナダでのレコーディングも敢行。カナダ以外のレコーディングは海外のプロデューサーとデータでのやり取りで行い、本人は国内でヴォーカル・レコーディングを行なっている。
本アルバムのタイトルの由来は、収録曲の歌詞を読み返したところ自分に向けて歌っているような詞が多く、自分が自分に向けて語りかけるのは"日記"だなと思ったから。英語圏の人達は日記の書き出しに"Dear Diary"と書くことも由来している。初回限定盤の収録曲が15曲なのは、たまたまカップリング曲が15曲だったのでライブ映像も15曲にしたとの事。
初回限定盤は特殊パッケージ仕様になっており、1996年から2009年までに発売されたシングルのカップリング曲を収録したCD「BONNIE PINK B-side collection（1996 - 2009）」と、2009年に行われた「TOUR 2009“ONE”ファイナル at 赤坂BLITZ」のライブ映像が収録されたDVDが付属。
初回盤・通常版の初回プレス盤共通の購入特典として、2010年11月2日から12月3日に行われた『BONNIE PINK TOUR 2010 "Dear Diary" 』のチケット先行予約情報が掲載されていた。また、本アルバムの先行シングル「カイト」とダブル購入特典として、本人直筆サイン入りのアナログ盤が抽選で150人にプレゼントされる応募券が付いていた。

## 収録曲

### DISC 1
（全作詞・作曲：BONNIE PINK）
1. Is This Love? [3:53]
編曲：Burning Chicken
  - ライオン「Ban」CMソング
2. Morning Glory [3:37]
編曲：鈴木正人、Tore Johansson
  - フジテレビ系『めざにゅ〜』テーマソング
3. Cookie Flavor [3:33]
編曲：會田茂一
4. スキKILLER [4:08]
編曲：Tore Johansson
5. Hurricane [3:40]
編曲：James Bryan
6. Find A Way [4:15]
編曲：會田茂一
7. Home Sweet Home [4:24]
編曲：James Bryan
8. Many Moons Ago [4:25]
編曲：Curly Giraffe
9. World Peace [3:51]
編曲：Track・Field
10. Birthday Girl [3:58]
編曲：Burning Chicken
11. Here I Am [4:12]
編曲：James Bryan
12. カイト [4:10]
編曲：Tore Johansson
  - BONNIE PINK 15周年企画リレー式ショートムービー「フラレラ」主題歌
13. Grow [3:14]
編曲：James Bryan
14. 流れ星 [4:50]
編曲：Tore Johansson
  - プラネタリウム"天空"in東京スカイツリータウン 「めざまし☆プラネタテレビ」テーマソング
15. ナミナミ [4:34]
編曲：Tore Johansson
  - Yakult Beautiens「REVECY」CMソング

### DISC 2
- 『BONNIE PINK B-side collection（1996 - 2009）』

1. 泡になった [4:56]
1996年発売｢Surprise!｣収録
2. Bubble Gum [3:32]
2001年発売｢Thinking Of You｣収録
3. Friends, Aren't We? [4:39]
1996年発売｢Do You Crash?｣収録
4. One Night With Chocolate [2:54]
1996年発売｢Do You Crash?｣収録
5. Passion Fruit [3:21]
2001年発売｢Take Me In｣収録
6. かなわないこと [3:23]
1996年発売｢Do You Crash?｣、1997年発売｢It's gonna rain!｣収録
7. Let's Kiss And Make Up [3:45]
1997年発売｢Heaven's Kitchen｣収録
8. What about me? [3:33]
2001年発売｢Take Me In｣収録
9. The Last Thing I Can Do [3:19]
1998年発売｢Forget Me Not｣収録
10. That's what it's all about [3:11]
2001年発売｢Thinking Of You｣収録
11. You and I [3:08]
2009年発売｢Joy／Happy Ending｣収録
12. New York [3:43]
2000年発売｢You Are Blue, So Am I｣収録
13. Pump It Up! [4:06]
2008年発売｢鐘を鳴らして｣収録
14. Free [5:25]
2006年発売｢A Perfect Sky｣収録
15. good-bye [3:35]
1998年発売｢犬と月｣収録

### DISC 3（DVD）
- 『TOUR 2009“ONE”ファイナル at 赤坂BLITZ』（2009.7.31 東京:赤坂BLITZ）

1. Rock You Till the Dawn
2. フューシャ フューシャ フューシャ
3. 妄想LOVER
4. Princess Incognito
5. Won't Let You Go
6. One Last Time
7. Try Me Out
8. PLAY & PAUSE
9. 秘密
10. Joy
11. Get on the Bus
12. 鐘を鳴らして
13. Happy Ending
14. かなわないこと
15. Last Kiss （アコースティックVer.）